# Подология
Подологията (на латински: Podiatry (/poʊˈdaɪ.ətri/) or podiatric medicine (/poʊdiˈætrɪk, -ˈdaɪ.ətrɪk/) или подологичната медицина е част от медицината, която се е посветила на изучаването, диагностицирането и медицинското лечение на болести по краката, пръстите и ноктите на ходилото. Терминът се появява в Съединените щати в началото на 20-и век с появата на първата книга по специалността и съответно с първите подолози.